# 猛鬚雅羅魚
猛鬚雅羅魚（学名：Semotilus thoreauianus），为輻鰭魚綱鯉形目雅羅魚科的其中一種，由美國魚類學家大衛·斯塔爾·喬丹(David Starr Jordan)於1877年描述。分布於北美洲喬治亞州與佛羅里達州的Ochlockonee河流域到阿拉巴馬州的Tombigbee河流域，本魚與黑斑鬚雅羅魚相似，但更強壯、更短，具有更大和更少的側線鱗片，背鰭起點位於腹鰭起點的後方，背鰭上的斑點不太明顯。在繁殖季節，雄魚的頭部兩側會長出四個大的鉤狀結節，而最靠近鼻孔的結節經常會融合在一起，背面通常是黑色的，腹面的顏色從橙色到粉紅色，而鰭是黃橙色，體長可達15公分，棲息在沙石底質的溪流，屬雜食性，以昆蟲、蠕蟲、魚類、軟體動物、甲殼類和植物為食，生活習性不明。